# Wellington (együttes)
A Wellington egy magyar hard rock együttes volt, melyet Paksi Endre énekes alapított 1994-ben, miután előző zenekara az Ossian feloszlott. A Wellington 1994 és 1998 között három albumot adott ki, majd feloszlott, Paksi pedig újraindította az Ossiant.

## Története
Az 1994-es búcsúkoncertje után az Ossian hangszeresei Fahrenheit néven hoztak létre új zenekart, míg Paksi Endre énekes mellé Juhász Rob (ex-Slogan) gitáros és a komplett váci Jericho együttes sorakozott fel, hogy megalakítsák a Wellingtont. Még abban az évben felkerült egy daluk a Demonstráció válogatásra, majd 1995-ben megjelent az első nagylemez, A döntő lépés címmel. Egy év elteltével már érkezett is a következő nagylemez, a Szabadon. Ezután Juhász Rob kivált a zenekarból. 1997-ben jelent meg a Wellington harmadik és egyben utolsó albuma, a Végtelen dal. A lemezmegjelenés után Paksi egyedül maradt az együttesben, mindenki más kilépett. A koncertképes felállás érdekében felkérte a Seneca együttes tagjait, hogy csatlakozzanak hozzá. 1998-ban Paksi felkérést kapott egy Ossian emlékkoncertre, amit aktuális zenésztársaival valósított meg az év júniusában. A sikeres fellépés nyomán Paksi vezényletével és a Wellington zenészeinek közreműködésével indult újra az Ossian, ami egyben a Wellington végét is jelentette.

## Tagok
Utolsó felállás
- Paksi Endre – ének (1994–1998)
- Rubcsics Richárd – gitár (1997–1998)
- Eugene Krivitsky – billentyűsök (1997–1998)
- Ivanov Péter – basszusgitár (1997–1998)
- Hornyák Péter – dobok (1997–1998)

Korábbi tagok
- Juhász Rob – gitár (1994–1996)
- Fábián Zoltán – gitár, ének (1994–1997)
- Nagy György – billentyűsök (1994–1997)
- Berczelly Csaba – basszusgitár (1994–1997)
- Juhász Róbert – dobok (1994–1997)

## Diszkográfia
- A döntő lépés (1995)
- Szabadon (1996)
- Végtelen dal (1997)